# Congresso botanico internazionale

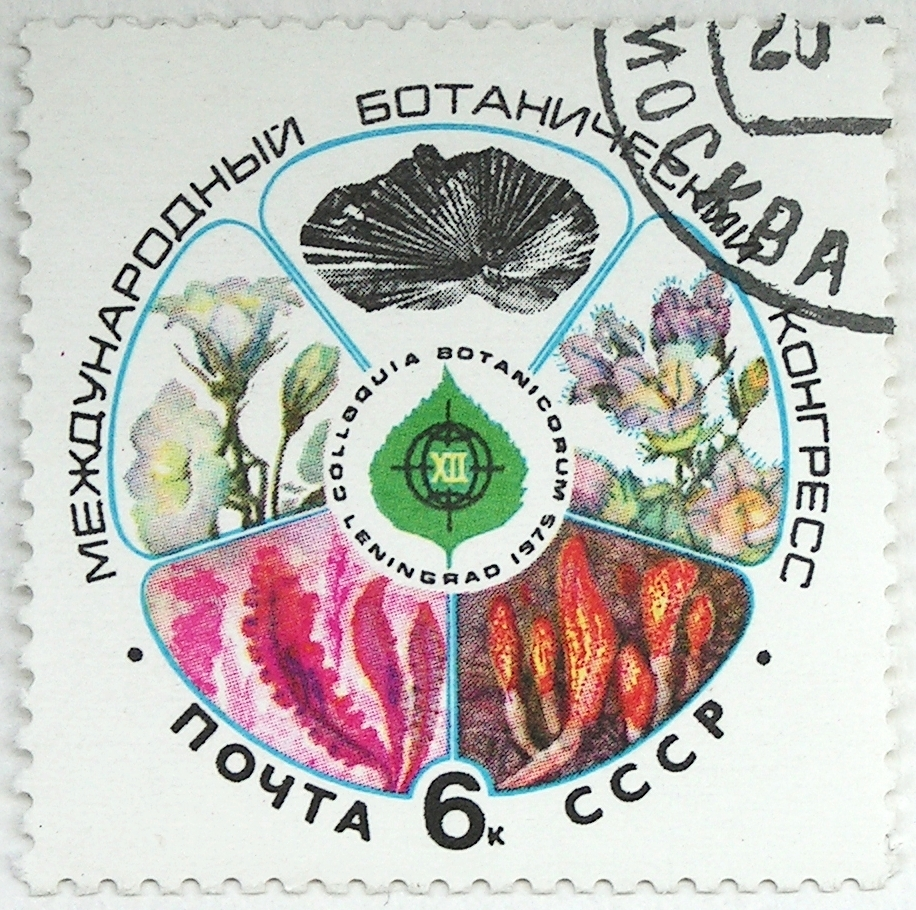
Francobollo commemorativo del congresso del 1975

Il Congresso botanico internazionale (IBC) è un incontro internazionale di botanici da tutti i campi scientifici, organizzato dall'International Association of Botanical and Mycological Societies (IABMS) e si tiene ogni sei anni, con sede a rotazione tra diversi continenti. L'attuale sistema di numerazione dei congressi inizia dall'anno 1900; il XVIII° IBC si è tenuto a Melbourne, in Australia, dal 24 al 30 luglio 2011, ed il XIX° IBC si è tenuto a Shenzhen, in Cina, dal 23 al 29 luglio 2017.
L'IBC ha il potere di modificare il Codice internazionale per la nomenclatura delle alghe, funghi e piante, che fino al 2011 si chiamava Codice internazionale di nomenclatura botanica, così come deciso al XVIII° IBC. Formalmente il potere appartiene alla sessione plenaria, in pratica essa approva le decisioni della sezione nomenclatura. La sezione nomenclatura si riunisce prima del Congresso vero e proprio e si occupa di tutte le proposte di modifica del codice: ciò include la ratifica delle raccomandazioni delle sottocommissioni sulla conservazione dei nomi. Per ridurre il rischio di una decisione affrettata, la sezione nomenclatura adotta un requisito di maggioranza del 60% per qualsiasi modifica non già raccomandata da una commissione.

## Storia
Prima del Congresso botanico internazionale, i congressi locali riguardanti le scienze naturali erano generalmente diventati molto grandi e si considerava auspicabile un incontro più specializzato ma anche internazionale. Il primo IBC annuale si tenne nel 1864 a Bruxelles, in concomitanza con una mostra orticola internazionale. Al secondo congresso annuale (tenutosi ad Amsterdam), Karl Heinrich Koch fece una proposta per standardizzare la nomenclatura botanica e il terzo congresso (tenutosi a Londra) decise che la questione sarebbe stata affrontata dal congresso successivo.
Il quarto congresso, che aveva come scopo principale quello di stabilire leggi di nomenclatura botanica, fu organizzato dalla Société botanique de France e si tenne a Parigi nell'agosto del 1867. Le leggi adottate si basavano su quelle preparate da Alphonse de Candolle. Si tennero regolari congressi internazionali di botanica e/o orticoltura ma non apportarono ulteriori modifiche alla nomenclatura fino alla riunione del 1892 a Genova, che apportò alcune piccole modifiche alle leggi della nomenclatura.